# Książę de Nassau polujący na jaguara
Książę de Nassau polujący na jaguara – obraz olejny namalowany przez francuskiego malarza Jeana-Baptiste’a Le Paona w 1784. Eksponowany jest w przedpokoju Pałacu Na Wyspie w Łazienkach Królewskich w Warszawie; właścicielem obrazu jest Muzeum Wojska Polskiego w Warszawie. 

## Geneza
Inspiracją dla powstania obrazu były prawdziwe zdarzenia. W latach 1766–1769 Karl von Nassau-Siegen i Henri de Fulque d’Oraison odbywali podróż dookoła świata na francuskiej fregacie Boudeuse, dowodzonej przez Louisa Antoine’a de Bougainville’a. Nassau-Siegen i d’Oraison, wraz z kilkoma towarzyszami podróży, zeszli na ląd w Argentynie i jeżdżąc konno po plaży zostali zaatakowani przez jaguara.
Le Paon stworzył wcześniej mniejszy i różniący się szczegółami obraz studyjny Książę Nassau i Kawaler D’Oraison walczący z jaguarem na wybrzeżu Argentyny:

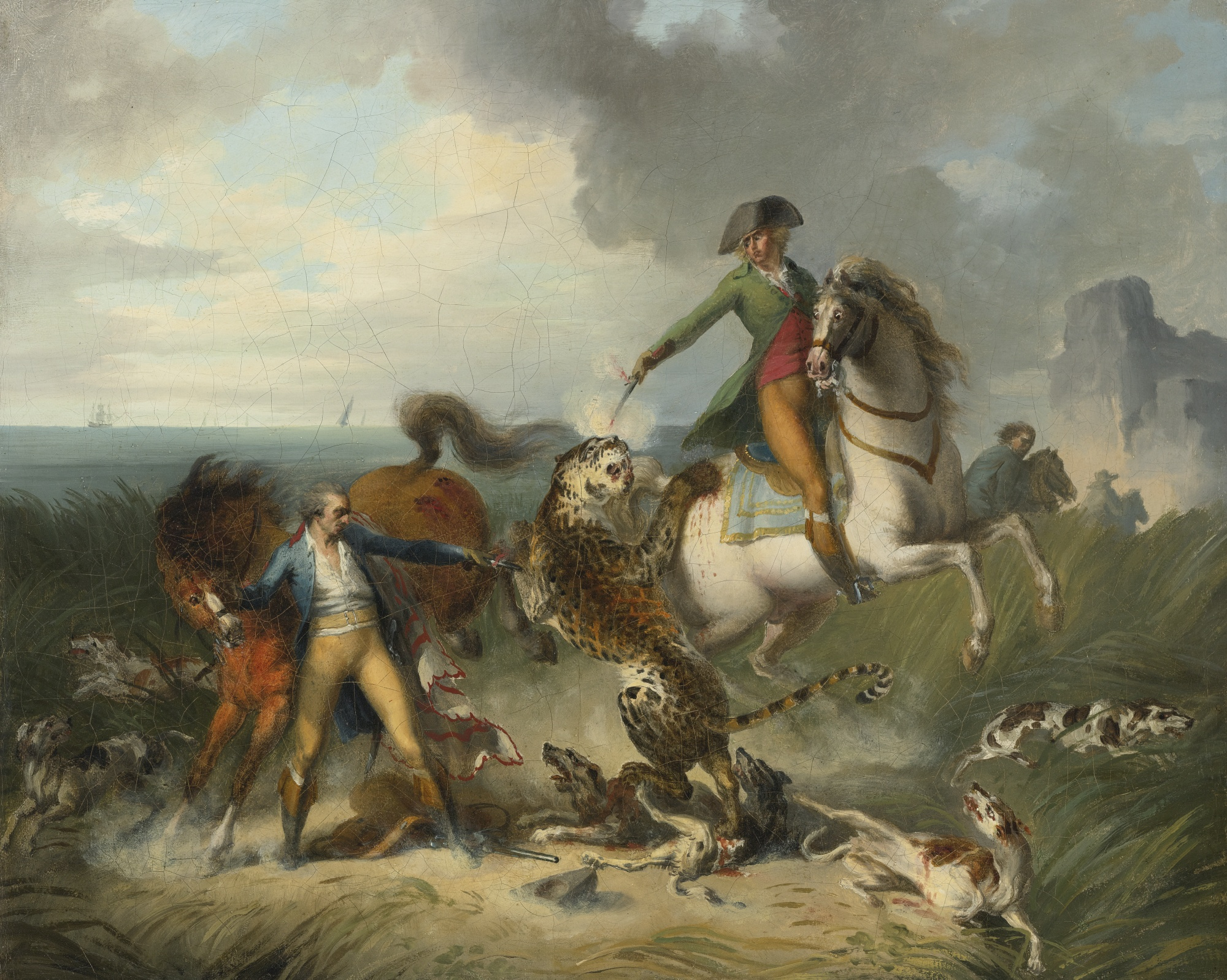
Obraz studyjny

## Opis obrazu
Centralną postacią tego bardzo dynamicznego obrazu jest Karl von Nassau-Siegen. Dosiadając białego koniu, strzela do atakującego go jaguara. Charakterystyczne jest to, że pozostali uczestnicy tej sceny uciekają w popłochu, a przestraszony Henri de Fulque d’Oraison leży na ziemi pod koniem, z którego wcześniej spadł. Jest to wyraźnie widoczna zmiana koncepcji przez Le Paona w stosunku do obrazu studyjnego, gdzie d’Oraison, stojąc, także oddaje strzał do jaguara.